# Messzápok

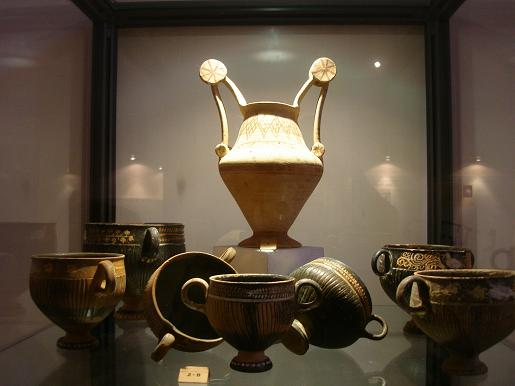
Messzáp kerámiák Oria Régészeti Múzeum Oria, Puglia

A messzápok (ógörögül: Μεσσάπιοι; latinul: Messapii) japig törzs volt, amely Salentót a klasszikus ókorban lakta. Két másik japig törzs, a daunuszok, az északi, a peucetiuszok a középső, míg a messzápok a félsziget legdélebbi részét lakták. Mindhárom törzs beszélte a messzáp nyelvet, de utóbbiak a Kr. e. hetedik századra külön régészeti kultúrát fejlesztettek ki. A messzápok Messapiában éltek, Leucától északnyugatra Kailiáig és Egnatiáig húzódott, a Salentói-félszigetet jórészt lefedve. Ez a régió magában foglalja a mai Lecce tartományt, valamint Brindisi és Taranto tartományok egy részét.
A Kr. e. harmadik századtól kezdve a görög és római írók megkülönböztették a Salento-félsziget őslakosságát. Sztrabón| szerint az olyan lapigián neveket, mint daunuszok peucetiuszok és messzápok kizárólag a görögök használták, a bennszülöttek nem, akik Salentót két részre osztották. A félsziget déli és jóniai része Salentinói területe volt (görögül: Σαλεντῖνοι  ; latinul: Sallentini), Otrantótól Leucáig és Leucától Manduriáig. Az Adriai-tenger északi része a Kalabroiig nyúlt (görögül: Καλαβρούς; latinul: Calabri) és kiterjedt Otrantótól a hátországgal rendelkező Egnatiáig. 
Miután Salentót meghódította a Római Köztársaság Kr. e. 266-ban, a japig törzsek közötti különbség elmosódott, amint asszimilálódtak az ókori római társadalomba. Sztrabón világossá tette, hogy az ő korában, a Kr. e. első század végén a legtöbb ember felváltva használta a Messapia, Lapygia, Calabria és Salentina neveket Salentóra. A Calabria elnevezést az egész félszigetre akkor tették hivatalossá, amikor Augustus római császár Itáliát régiókra osztotta fel, és Apulia egészének a Regio II Apulia et Calabria nevet adta. A régészet a feltárt bizonyítékok alapján továbbra is a törzsek eredeti, háromas felosztását követi.

## Etimológia
Julius Pokorny ethnonymja szerint a messzápok Messapiából származnak, „(a hely) Amid vizek”, a Mess- proto-indoeurópai *mes, „közepes” v.ö. albán *medhyo-, „középső” (vö. ógörög μέσος méssos „középső”), és -apia a proto-indoeurópai *ap-, víz-ből (vö. a másik helynévvel, Salapia, „sós víz”).

## Történetük

### Eredetük

Itália illír gyarmatosítása (Kr. e, 9. század)

A messzápok eredete vitatott. A legjobban elfogadott elmélet az, hogy Illíriából jöttek, mint az egyik illír törzs, amely Apuliában telepedett le, és hogy a többi ipigétáktól elkülönülő résztörzsként jelent meg. Úgy tűnik, hogy az ipigéták Salentótól északra terjedtek el.
A pre-italikus Gnatia települést a Kr. e. 15. században alapították a bronzkor idején a japigok elfoglalták és betelepítették, miként Apulia nagy részét. A messzápok megkülönböztetett identitást fejlesztettek ki a japigoktól. Rudiae-t először a Kr. e. kilencedik század végén vagy a nyolcadik század elején telepítették be. Kr. e. 6. század végén sokkal fontosabb településsé fejlődött. Virágzott a messzápok alatt, de a Rómától elszenvedett vereségük után leapadt és kis falu lett. A közeli Lupiae (Lecce) virágzott a rovására. A messzápoknak nem volt központosított kormányzati formájuk. Városuk független városállam volt. Kereskedelmi kapcsolataik voltak Magna Graecia görög városaival.

### Konfliktus Tarasszal
Kr. e. 473-ban Tarentum görög városa (amely Messapia határában volt) és szövetségese, Rhegion megpróbálta elfoglalni Messapii és Peucetii városainak egy részét. A japig törzsek azonban lovasságuk fölényének köszönhetően legyőzték őket. A Tarentum elleni háború Kr. e. 467-ig folytatódott.
Az Athén és Spárta közötti második peloponnészoszi háború idején a messzápok Athén szövetségesei voltak. Íjászokat biztosítottak Athén hatalmas expedíciós erejéhez, amellyel Szicíliában (Kr. e. 415–413) támadtak Siracusa ellen. Az expedíció katasztrofális volt, és az egész haderő megsemmisült.
Kr. e. 356-ban Messapia és Lucania szövetsége Heraclea és Matapontus meghódításához vezetett. Kr. e. 342-ben a Tarentum III. Arkhidamosz spártai király segítségét kérték, aki Kr. e. 338-ban a messzáp Manduria város falai alatt vívott csatában halt meg.
Kr. e. 333-ban Tarentum I. Epiruszi Sándort hívta, hogy segítsen nekik a Lucanival folytatott háborúban. Sándor legyőzte a messzápokat, és Kr. e. 330-ban a lucaniak elleni csatában halt meg.
I. Sándor hadjárata után Messapia hűséget váltott, szövetségre álltak a spártai Tarentummal és Cleonymusszal, Kr. e. 303-302-ben.

### A Római Köztársaság általi meghódításuk
A Róma és a szamniszok közötti második szamnita háború alatt (Kr. e. 327–304) a Messapii, Iapyges és Peucetii a szamniták oldalára állt. A dauni városok egy része Róma, néhány pedig a szamniták oldalára állt. Kr. e. 318-ban Canusium városa átment a rómaiakhoz. Silvium, Peucetii határ menti város a szamniták irányítása alatt állt, de Kr. e. 306-ban Róma elfoglalta.
A pirrikus háborúk idején (Kr. e. 280–275) a Messapii Tarentum és Pyrrhus, Görögország Epirus királyának oldalára állt, akik Tarentumban landoltak, állítólag azért, hogy segítsék ezt a várost a rómaiakkal való konfliktusában. Az ókori történészek szerint Itália meghódítása volt a célja. Pyrrhus csatákat vívott a rómaiak ellen, és hadjáratot folytatott Szicíliában. Utóbbiról le kellett mondania, a rómaiak legyőzték, és elhagyta az Appennini-félszigetet. A messzápokat Dionüszosz Halikarnasszeus említette mint akik Pyrrhusért harcolnak az asculumi csatában.
Kr. e. 272-ben a rómaiak elfoglalták Tarentumot. Kr. e. 267-ben Róma meghódította Messapii-t és Brundisiumot. Ez a város lett Róma kikötője a Földközi-tenger keleti részére történő hajózáshoz. Ezt követően Messapii-t ritkán említették történelmi feljegyzések. Romanizáltak Kr. e. 217-ben, Hydra  megkezdte az érmék kibocsátását, amelyeken gyakran szerepelt Iapagus, a japigok legendás alapítója.
Hannibal itáliai inváziója során a második pun háborúban (Kr. e. 218–201) Messapii hű maradt a rómaiakhoz. A cannaei csatában a Hannibal vezette erők a rómaiak és italikusz szövetségeseik harcoltak a szomszédos Peucetii területén. A római túlélőket a közeli Canusiumba fogadták. A háború utolsó szakaszának egy részét a Gargano-hegységben vívták, Apulia legészakibb részén, dauni területén.

## Nyelv és írás
A messzápi nyelvet általában hasonlónak tekintik az illír nyelvhez,   bár ezt többnyire spekulatív csoportként vitatták meg, mivel az illír nyelveket önmagukban is gyengén ismerik. Az albán nyelvjárások még mindig relatíve jól csoportosíthatók a messzapiánnal, a pugliai helynevek miatt, olyan városokban, amelyeknek nincsenek etimológiai formáik az albán nyelvi forrásokon kívül.
A nyelv kihalt a régió római hódítása után, ami Kr. e. 4. század végén kezdődött. 0 Körülbelül 300 görög ábécébe írt felirat őrzi, és a Kr. e. 6. és 1. század közöttről.

## Földrajz
Messapia viszonylag urbanizált és sűrűbben lakott volt Iapygia többi részéhez képest. 26-28 fallal körülvett településsel rendelkezett, míg Iapygia fennmaradó részén további 30-35 szétszórt falú település volt. Messapia lakosságát a római hódítás előtt 120-145 000 főre becsülték.
A fő messzáp városok a következők:
- Alytia (Alezio)

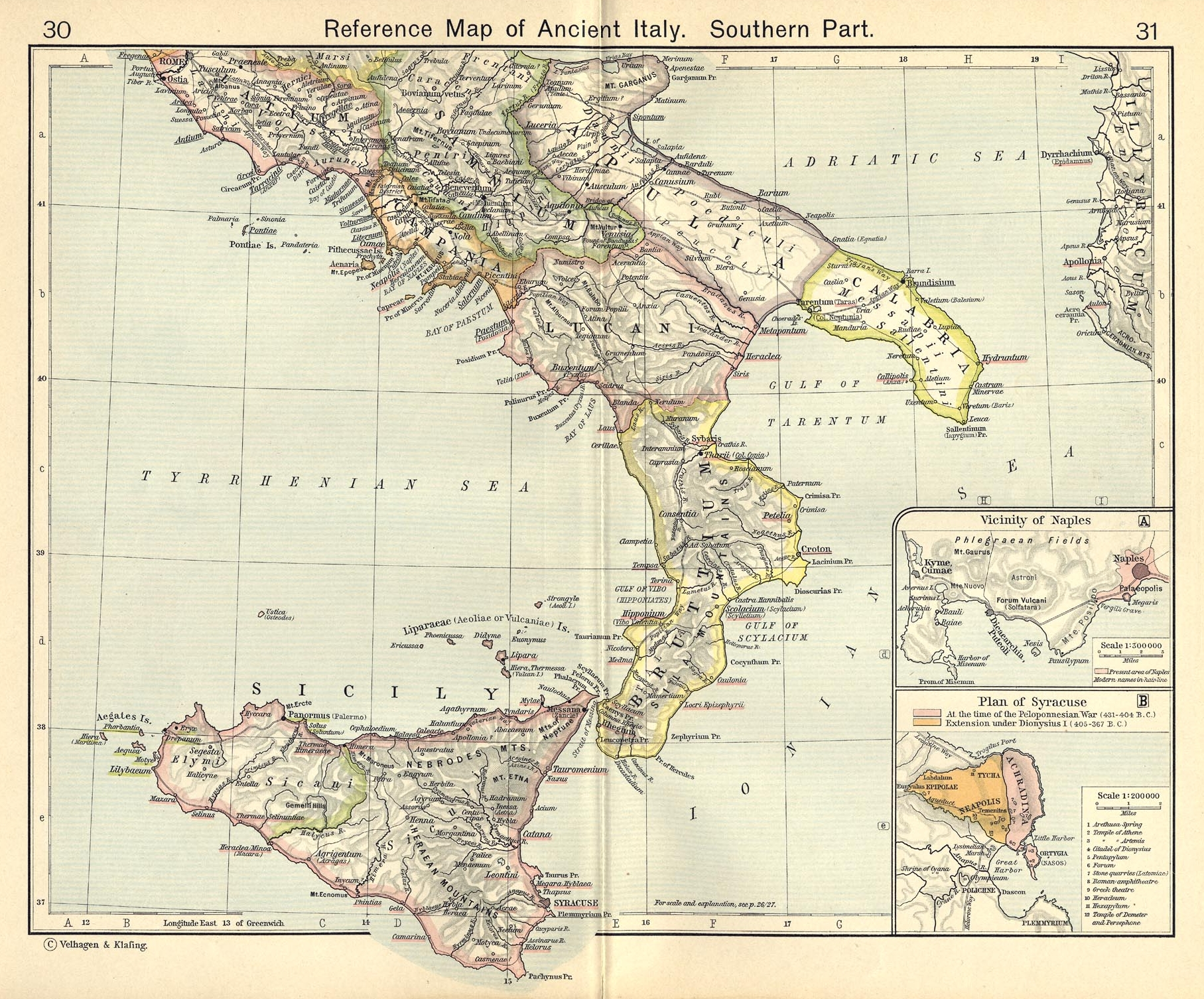
Az ókori Itália déli részének térképe, William R. Shepherd, 1911

- Brundisium / Brentesion (Brindisi)
- Cavallino
- Hodrum / Idruntum (Otranto p)
- Hyria / Orria (Oria p)
- Kaìlia (Ceglie Messapica)
- Manduria
- Mesania (Mesagne)
- Neriton (Nardò)
- Rudiae (ezen kívül: Lecce)
- Mios / Myron (Muro Leccese p)
- Thuria Sallentina (Rocca Vecchia)
- Uzentum (Ugento)

Más messzáp településeket fedeztek fel Francavilla Fontana, San Vito dei Normanni közelében és Vastéban (Poggiardo).

## Fordítás
- Ez a szócikk részben vagy egészben  a   Messapians című angol Wikipédia-szócikk ezen változatának fordításán alapul.  Az eredeti cikk szerkesztőit annak laptörténete sorolja fel. Ez a jelzés csupán a megfogalmazás eredetét és a szerzői jogokat jelzi, nem szolgál a cikkben szereplő információk forrásmegjelöléseként.

### Elsődleges források
- Strabo.szerk.: Jones: Geography. Cambridge, Massachusetts: Harvard University Press (1924). ISBN 9780674992016

## További irodalom
- van Dijk, Willemijn. Tribale tradities en de beleving van het verleden: Messapische cultusplaatsen in de6de tot 3de eeuw voor Christus. In: TMA - Tijdschrift voor Mediterrane Archeologie . jaargang 22, 43 (2010). 8-13. (hollandul)
- D'Andria, Francesco. Greci ed indigeni in Iapigia. In: Modes de contacts et processus de transformation dans les sociétés anciennes. Actes du colloque de Cortone (1981. május 24-30.) Róma : École Française de Rome, 1983. 287-297. (Publications de l'École française de Rome, 67.) (olaszul)(franciául)[www.persee.fr/doc/efr_0000-0000_1983_act_67_1_2465]
- Lamboley, Jean-Luc. Les hypogées indigènes apuliens. In: Mélanges de l'École française de Rome . Antiquité, tome 94, n ° 1. 1982. 91-148. DOI:  [www.persee.fr/doc/mefr_0223-5102_1982_num_94_1_1317] (franciául)
- Lamboley, Jean-Luc. Territoire et société chez les Messapiens In: Revue belge de philologie et d'histoire, tome 80, fasc. 2002. 1. Antik - Oudheid. 51-72. DOI:  ; [www.persee.fr/doc/rbph_0035-0818_2002_num_80_1_4605]
- Mastronuzzi, Giovanni & Ciuchini, Paolo. (2011). Felajánlások és rituálék egy messzáp szent helyen: Vaste, Piazza Dante (Puglia, Dél-Olaszország). In: Világrégészet. 43. 676-701. [DOI: 10.1080 / 00438243.2011.624773] (olaszul)